# 小城子镇 (凌源市)
小城子镇，是中华人民共和国辽宁省朝阳市凌源市下辖的一个乡镇级行政单位。

## 行政区划
小城子镇下辖以下地区：
修杖子村、小城子村、大新房子村、嗏哈村、乔营子村、肖杖子村和杨大营子村。